# Александар Сандић
Александар Сандић (Велики Бечкерек, 14. мај 1836 — Нови Сад, 15. април 1908) био је српски филозoф, филолог, историчар, књижевник, културни радник, политичар и академик. Аутop је Xимнe Светoм Сави, допиcни члан неколико академија у иностранству и један од најзначајнијих чувара српске културе.

## Биографија
Докторирао је филозофију и филологију на Универзитету у Бечу код професора Францa Миклошичa.Проф. дp Александар Сандић је био једини Србин дипломац знаменитог професора Францa Миклошичa. Александар Сандић се школовао у родном Великом Бечкереку, а затим у Темишвару. Као стипендиста Матице српске завршио је студије у Бечу - правне науке и словенску филологију. Радио је као професор у Новосадској српској великој гимназији, почев од 1866. године, пуне 33 године. У прво време је био и конзисторајни бележник бачке дијецезе. Био је старог кова, енциклопедијског знања; окупљао је око себе гимназисте и снажно утицао на њих и са научне и са националне стране. Предавао је у гимназији старословенски и српски језик и историју књижевности. Године 1880. предавао је у трећем разреду гимназије и мађарски језик. Прославио је свечано професор Сандић своје јубилеје, дружењем са пријатељима, једне недеље у Новом Саду. Дана 6/18. октобра 1891. године обележио је двадесетпетогодишњицу свог професоровања у новосадској гимназији и тридесетогодишњицу свог бављења на књижевном пољу. Живот му је протекао бурно, доживео је и славу и оспоравања. Водио је јавне полемике са неистомишљеницима, а под старе дане умро је тихо, после дугог боловања.
Oстао упамћен као "читач и писар" - лични секретар Вука Караџића, током студирања у Бечу. Писао је више пута о Вуку, и радио на његовој глорификацији. Био је и блиски сарадник Светозара Милетића, чијој је Српској народној слободоумној странци и припадао. Биран је за посланика на Српском црквено-народном сабору у Карловцима 1879. године. Активан је у Матици српској, чији је члан од 1866. године као Бечлија, а поред писања за Летопис матичин, он је 1897. године биран за члана Књижевног одељења.
Почео је са писањем још као "јуриста" (правник) у Бечу, сарађујући прво у српским листовима: бечком "Световиду" од 1857. године и новосадском Милетићевом "Србском дневнику". Касније је проширио сарадњу са великим бројем српских листова и часописа, нарочито оним новосадским. Поред писања бавио се превођењем текстова на српски језик: Гетеа, Мозентала, Каница. Превео је на српски језик и допунио историјским чињеницама 1862. године, важно дело Феликса Каница "Византијски споменици по Србији". Издавао је и уређивао у Бечу, после одласка уредника Хрвата, Имре Ткалца, лист који је излазио на немачком језику, а служио словенским интересима - "Ost und West" тј. "Исток и Запад", 1862-1865. године. Због тог књижевног ангажмана имао је пуно проблема и потезања по судовима. По жељи архимандрита Германа Анђелића потоњег Патријарха, покренуо је 1868. године и уређивао - писао чланке годину дана, први (ван Србије) српски црквени лист "Беседу", са додатком "Духовни зборник". У том "Зборнику" су објављиване црквене беседе и проповеди. Такође је био позван и написао три уџбеника за веронауку у основним школама. Сандић се бавио много српском историографијом; скупљао грађу за историју српске књижевности и српског покрета 1848-1849. године, али није оставио обимније радове. Вредан пажње је његов подухват из 1885. године са вредним писаним спомеником. Дао је фотографисати "Раваничку повељу" српског кнеза Лазара издату његовој задужбини - манастиру 1381. године. Уз ту диплому снимљен је и велики државни печет отиснут на њој. Одштампани су ти предмети у више димензија, и уз њих је професор написао опширан опис и стручна објашњења. Објавио је 1885. године то лепо илустровано издање, да би приближио народу вредно сведочанство његове старе славе и високих позиција, у средњем веку. "'Раваничка хрисовуља' - златописано писмо царско са златним царским печатом, јесте доиста један од најлепших српских споменика старих".
Био је по мишљењу савременика, најбољи уређивач почетног дела календара, у којем се налазе дани, црквени празници, месечеве мене, небеске планете итд. Сарађивао је у много календара, часописа и листова, са својим прилозима. Издавао је свој "Годишњак" - велики српски народни илустровани календар, у Новом Саду (1887). Писао је један српски часопис 1886. године, да тај српски календар излази већ 36 година, и да га и тај пут издаје професор Сандић. Неговао је њему својствен "библијски стил", обрађујући пажњу на све актуелне догађаје и истакнуте личности; правећи културолошки осврт о њима у својим говорима, чланцима и некролозима. Приређивао је за објављивање три свеске едиције "Књиге за народ" (о славним српским личностима) - бројеве 2, 3 и 4.
Професор је био познат као истакнути јавни и национални радник који делује у народу. Утицао је тако на српске занатлије 1870. године, да се организују и повежу у занатлијске задруге. За њих је 1872. године покренуо и уређивао стручни орган "Српски занатлија" у Новом Саду. Подстакао је 1880. године и жене да се удружују у женске "Добротворне задруге", за које је саставио правила организације и деловања. Године 1897. је члан епархијског бачког Школског одбора. Када је 1901. године рађено на оснивању Народне библиотеке на Цетињу, поводом педесетогодишњице Његошеве смрти, Сандић је понудио за њу као дар, целу своју књижницу од преко 1000 вредних књига, међу којима и разних "србуља", штампаних али и у рукопису. Учествовао је активно на Првом конгресу српских новинара, одржаном 1902. године у Београду.
У родном граду Зрењанину, успомену чувају на њега спомен-биста у Карађорђевом парку, откривена 1971. године, и стара, руинирана родна кућа склона паду - од набоја покривена трском - само на папиру "заштићена од стране државе"!? На родној кући је 1967. године град Зрењанин поставио спомен-плочу.

## Галерија
- Насловна страна издања илустрованог календара Годишњак за 1882. годину
- Насловна страна књижице са текстом говора Александра Сандића на опелу Вука Караџића (1864)